# Bataille de Néopatras
Guerres byzantino-latines
Batailles
- Constantinople (1203)
- Constantinople (1204)
- Bataille de l'Oliveraie de Kountouras
- Constantinople (1235)
- Pélagonia
- Constantinople (1260)
- Constantinople (1261)
- Prinitza
- Settepozzi
- Makryplági
- Néopatras
- Démétrias
- Campagnes de Licario
- Pharsale
- Berat
- Rhodes
- îles Échinades

La bataille de Néopatras a lieu au début des années 1270 et met aux prises une armée byzantine Nicéenne, assiégeant la ville de Néopatras (aujourd'hui Ypati), et les forces de Jean Ier Doukas, le despote de la Thessalie, aidé par Jean Ier de La Roche, duc d'Athènes. Pris par surprise et défaits par une armée plus petite mais plus disciplinée, les Byzantins essuient une défaite complète.

## Prélude
En 1259, l'Empire de Nicée dirigé par Michel VIII Paléologue remporte une importe victoire lors de la bataille de Pélagonia contre une coalition de ses principaux adversaires européens que sont le despotat d'Épire, le royaume de Sicile et la principauté d'Achaïe. Cette victoire est en grande partie permise par la défection de Jean Doukas, le fils illégitime de Michel II Doukas,. Ce succès permet à Michel VIII de consolider ses territoires en Europe alors que l'affaiblissement du despotat d'Épire et de l'Empire latin de Constantinople lui permet de reconquérir Constantinople en 1261 et de rétablir l'Empire byzantin. Toutefois, les forces impériales ne peuvent soumettre l'Épire et Jean Doukas revient dans le giron de son père tandis que la population locale reste loyale à Michel II. Les Nicéens sont ainsi expulsés de la région en 1259 avant d'être défaits et chassés de Thessalie en 1260.
En 1266 ou 1268, Michel II Doukas meurt et ses possessions sont divisés entre ses fils. Nicéphore, son fils aîné et successeur légitime hérite de l'Épire proprement dite tandis que Jean, marié à une fille du dirigeant valaque de Thessalie (la « Grande Valachie ») reçoit la Thessalie avec pour capitale Néopatras,. Les deux frères sont hostiles à l'Empire byzantin restauré qui revendique les territoires épirotes et thessaliens. De fait, Jean et Nicéphore entretiennent des relations étroites avec les principautés latines du sud de la Grèce. Néanmoins, Michel VIII essaie de s'attacher les territoires convoités au moyen de mariages dynastiques. Ainsi, il donne sa nièce Anne Cantacuzène à Nicéphore tandis qu'un de ses neveux, Andronic Tarhaniotès, se marie avec la fille de Jean Doukas qui reçoit le titre de sébastocrator. Toutefois, Michel n'atteint pas son objectif car les deux frères restent hostiles à l'empire. À la suite de la proclamation de l'Union des deux Églises en 1274, la population byzantine proteste vigoureusement contre la politique impériale et les deux territoires grecs d'Épire et de Thessalie deviennent le refuge des opposants à la politique religieuse de Michel.
Néanmoins, grâce aux négociations à l'acte d'Union qui soumet l'Église orthodoxe à l'autorité du pape, Michel prévient le danger d'une attaque latine contre ses territoires et bénéficie d'une plus grande liberté de mouvement face à ses ennemis. Ainsi, il lance une offensive contre les possessions siciliennes en Albanie et une autre contre la Thessalie de Jean Doukas,.

## La bataille
En ce qui concerne la campagne contre la Thessalie (dont la date est incertaine, les dates les plus probables étant 1272-1273 ou 1274-1275), Michel rassemble une force importante composée principalement de mercenaires. Les estimations de l'époque sont certainement très exagérées et parlent de 30 000 (Georges Pachymères cite le nombre de 40 000 hommes incluant les forces navales). Cette armée est placée sous le commandement de son propre frère, le despote Jean Paléologue et du général Alexios Kaballarios (en). Elle est envoyée en Thessalie et est soutenue par une flotte byzantine dirigée par Alexis Philanthropénos qui attaque les principautés latines pour empêcher celles-ci d'aider Jean Doukas,,.
Doukas est pris par surprise par l'avance rapide des forces impériales. Il parvient à s'enfermer dans sa capitale avec quelques hommes et bientôt, les Byzantins assiègent Néopatras. Toutefois, Doukas utilise la ruse et descend des murs de la forteresse avec une corde. Déguisé en palefrenier, il parvient à franchir les lignes byzantines. Trois jours après, il atteint Thèbes où il demande l'aide de Jean Ier de La Roche, le duc d'Athènes.
Les deux dirigeants concluent une alliance prévoyant que le frère et successeur de Jean de la Roche, Guillaume, se marie avec Hélène, la fille de Jean Doukas. En outre, Guillaume reçoit les forteresses de Gravia, Siderokastron, Gardiki et Lamia comme dot. En retour, Jean de la Roche envoie une troupe de 300 à 500 chevaliers à Néopatras. Les Byzantins sont alors moins nombreux car plusieurs détachements ont été envoyés s'emparer des forteresses aux alentours et piller la région. En outre, l'hétérogénéité des nationalités composant l'armée byzantine ne facilite pas la cohésion de celle-ci,. Selon l'historien vénitien Marino Sanuto l'Ancien, quand Jean Doukas et Guillaume de la Roche escaladent un escarpement et se trouvent en position pour voir le campement byzantin, de le Roche s'exclame en grec « Il y a beaucoup de monde ici, mais peu d'hommes » (une citation d'Hérodote). En effet, les Byzantins sont surpris par la brusque attaque latine et cèdent à la panique après que les Latins, très disciplinés, aient mis en déroute le contingent Couman. Bien que Jean Paléologue tente de réunir ses forces, celles-ci se dispersent et fuient,.

## Conséquences
À la nouvelle de ce succès, les Latins s'enhardissent et rassemblent une flotte pour attaquer la flotte byzantine située à Démétrias (aujourd'hui Volos). Les Latins obtiennent plusieurs succès initiaux en infligeant de lourdes pertes aux équipages byzantines. Mais alors que la victoire semble acquise, Jean Paléologue arrive avec des renforts et renverse le cours de la bataille. En dépit de cette victoire, Jean est déstabilisé par le désastre de Néopatras et abandonne son poste avant de mourir l'année suivante,.